# Infected Mushroom
Infected Mushroom är en duo inom psykedelisk trance från Haifa i Israel, bestående av Erez Aizen och Amit Duvdevani. Idag framträder de i olika konstellationer, med upp till 3 andra personer. Sedan grundandet 1996 har duon haft stora internationella framgångar. Infected Mushroom är kända för sin konsekventa ljudutveckling, exemplifierad av deras på varandra följande album The Gathering (1999), Classical Mushroom (2000), B.P. Empire (2001), Converting Vegetarians (2003), IM the Supervisor (2004), Vicious Delicious (2007) och Legend of the Black Shawarma (2009), Army of Mushrooms (2012).

## Diskografi

### Album
- The Gathering (1999)
- Classical Mushroom (2000)
- B.P. Empire (2001)
- Converting Vegetarians (2003)
- IM the Supervisor (2005)
- Vicious Delicious (2007)
- Legend of the Black Shawarma (2009)
- Army of Mushrooms (2012)
- Friends On Mushrooms (2015)
- Converting Vegetarians 2 (2015)
- Return to the Sauce (2017)
- Head of NASA and the 2 Amish Boys (2018)
- More than Just a Name (2020)

### Singlar/EP
- Intelligate - EP (1999)
- Bust a Move EP (2001)
- Classical Mushroom EP (2001)
- B.P. Empire EP (2001)
- Birthday EP (feat. Berry Sakharof) (2002)
- Deeply Disturbed EP (2003)
- The Other Side EP (2003)
- Cities of the Future EP (2004)
- Stretched (2005)
- Becoming Insane (2007)
- Smashing the Opponent (2009)
- Killing Time (2010)
- Deck & Sheker (2010)
- Pink Nightmares (2011)
- U R So Fucked (2012)
- Nation of Wusses (2012)
- Friends on Mushrooms, Vol. 1 (2014)
- See Me Now (2014)
- Never Mind (2014)
- Friends on Mushrooms, Vol. 3 (2014)
- Psycho (Loud & Domestic 2015 remix) (2015)
- Fields of Grey (ft. Sasha Grey) (2015)
- Liquid Smoke (2016)
- Nutmeg (2016)
- Becoming Insane (remix) (2017)
- The Shen (Usha vs. Cortex remix) (2017)
- U R So F**ked (RIOT remix) (2017)
- Cities of the Future (Timelock remix) (2017)
- Spitfire (2017)
- Electro Panic (Azax x Boombastix remix) (2018)
- Liquid Smoke (Shanti V Deedrah remix) (2018)
- I Wish (ft. WhyNot Music & Jay) (2018)

### Samlingsalbum-/låtar
Spårnamn: Artist - Album/Samling
- Acid Killer: Isr-Aliens
- Angel Jonathan: Yahel - For The People
- Anyone Else But Me: Unidentified Forms of Sounds 2
- Arabian Nights On Mescaline:	GMS vs. Systembusters
- Baby Killer: Void Indigo
- Blue Rythmic Night: Space Mantra
- Cat On Mushroom: Space Cats - Beam Me Up
- Classical Mushroom: Israliens 2
- Coolio Remix: Coolio EP
- Crazy D: Isr-Aliens
- Dainai: Moon
- Devil Final Rmx: Unidentified Forms Of Sound
- Dirty 80's: Psysex - Hardcore Blastoff
- Doremifas: Unidentified Forms of Sounds 3
- Double Click: Israel's Psychedelic Trance 5
- Double Click (Piano Version): Unknown Album/Compilation
- Dream Theatre: Space Mantra
- Elation Station REMIX: Intercept Sound Enforcers Vol.1
- Electro Panic: Yahel - Private Collection
- Elevation: Another Life
- Elm: Unidentified Forms Of Sound
- Evadawn: Vision quest Gathering 2002/Amphibians
- Expose: Deck Wizards - Enhanced Reality
- Facing: Magnet
- For The People: Yahel - For The People
- Gamma Goblins RMX: Hallucinogen
- Gravity Waves Rmx: Xerox - Freestyle
- I See Myself: Unusual Suspects
- Into The Matrix: Israliens 2
- Look At Me: Voojo Rituals
- Lo Ra: Life Is... Creation
- Merlin (Global Cut): Contact Clubber Vol: 1
- Millions OF Miles Away Remix: Oforia - Millions Miles Away EP
- Ministering Angels: Contact Clubber Vol: 1
- Montoya: Unidentified Forms Of Sound
- Muddy Effect: Deck Wizards - Enhanced Reality
- Mushi mush (Void Rmx 2005)
- My Mummy Said: Space Mantra
- One Absolute: Full On 3
- Psycho Live Mix: Full On 4
- Red Filter: Full On 5
- Scotch: Voojo Rituals
- ShakawKaw Remix (VibeTribe): Un:Balanced
- Smahutta: Full On 6
- Symphonatic: Tsunami
- The Fly: Psychotropic
- The Messenger: Kum Haras
- Tiwanacu: Kum Haras, Space Mantra
- Voices: Tsunami
- Waves Of Sound: Full On 4
- Where Is S: Destination Goa 7
- Wider: Future Navigators II
- LSD Story (Duvdev Rmx): GMS - The Remixes
- Now Is The Time (Duvdev Solo): Full On 7
- 9%: Heat Seekers Israeli Trance Allstars